# 港口 (基隆市)
港口，是基隆市的一個地名，主要位於安樂區南部，並跨及七堵區、仁愛區的部分地區，範圍大致包括安樂區的鶯安里南半部、鶯歌里南大半部，七堵區的八德里東北端凸出部分，以及仁愛區的獅球里最西端、書院里西南部。

## 歷史
台灣清治末期至日治前期，港口地區為一街庄，稱為「港口庄」，隸屬於石碇堡。該庄西北與鶯歌石庄為鄰，東北與蚵殼港庄、獅球嶺庄為鄰，東與石硬港庄為鄰，南邊為八堵庄。
1901年（日治明治三十四年）11月，該庄隸屬於基隆廳，編入第二十區。1905年（明治三十八年）7月，第二十區改名「暖暖區」。1920年（大正九年），該庄改制為「八堵」大字，隸屬於臺北州基隆郡七堵庄。
抗日戰爭勝利後七堵庄改制為七堵鄉，隸屬於臺北縣，大字亦改制為村。1947年1月，七堵鄉劃歸基隆市，並改稱七堵區，村改制為里。1949年2月，暖暖、七堵分治，本地區仍屬七堵區。1988年本地區大部分改劃入安樂區，小部分劃入七堵區、仁愛區。

## 交通
國道1號大致以東北—西南走向經過本地區中部，並設有基隆交流道，可由此向北前往基隆市區，或向南前往台北、桃園、新竹、苗栗及中南部各地。

## 景點
- 獅球嶺隧道（另一端在蚵殼港，市定古蹟）
- 獅球嶺砲臺（位於與獅球嶺交界地帶，市定古蹟）